# Tunguda
La Tunguda (in russo Тунгуда?, nell'alto corso Bochta, Бохта) è un fiume della Russia, tributario del fiume Vyg. Scorre nei rajon Segežskij e Belomorskij della Carelia. 
La sorgente del fiume è un piccolo lago, con il nome di Bochta scorre brevemente a sud-est e poi si dirige a nord attraversando un gran numero di laghi fino a sfociare nel lago Tungudskoe. Ne defluisce a nord-est con il nome di Tunguda; scorre prevalentemente in direzione sud-est attraversando ancora numerosi laghi, tra cui il Mašozero. Sfocia infine nel Vyg inferiore a 49,5 km dalla foce. Ha una lunghezza di 128 km e il suo bacino è di 1 830 km². Ha una portata di 17,49 m³/s a 6 chilometri dalla foce.